# Afghansångare
Afghansångare (Phylloscopus subviridis) är en asiatisk fågel i familjen lövsångare inom ordningen tättingar.

## Utseende
Afghansångaren är en liten till medelstor (9-10 cm) olivgrön lövsångare med tydligt ögonbrynsstreck, två vingband och ett mindre tydligt blekgult centralt hjässband. Vingbanden är orangebeige och den är gulaktig i ögonbrynsstrecket samt i anstrykning på undersidan. Den gula övergumpen är relativt liten jämfört med de närmaste släktingarna, medan stjärten har rätt mycket vitt i sig.

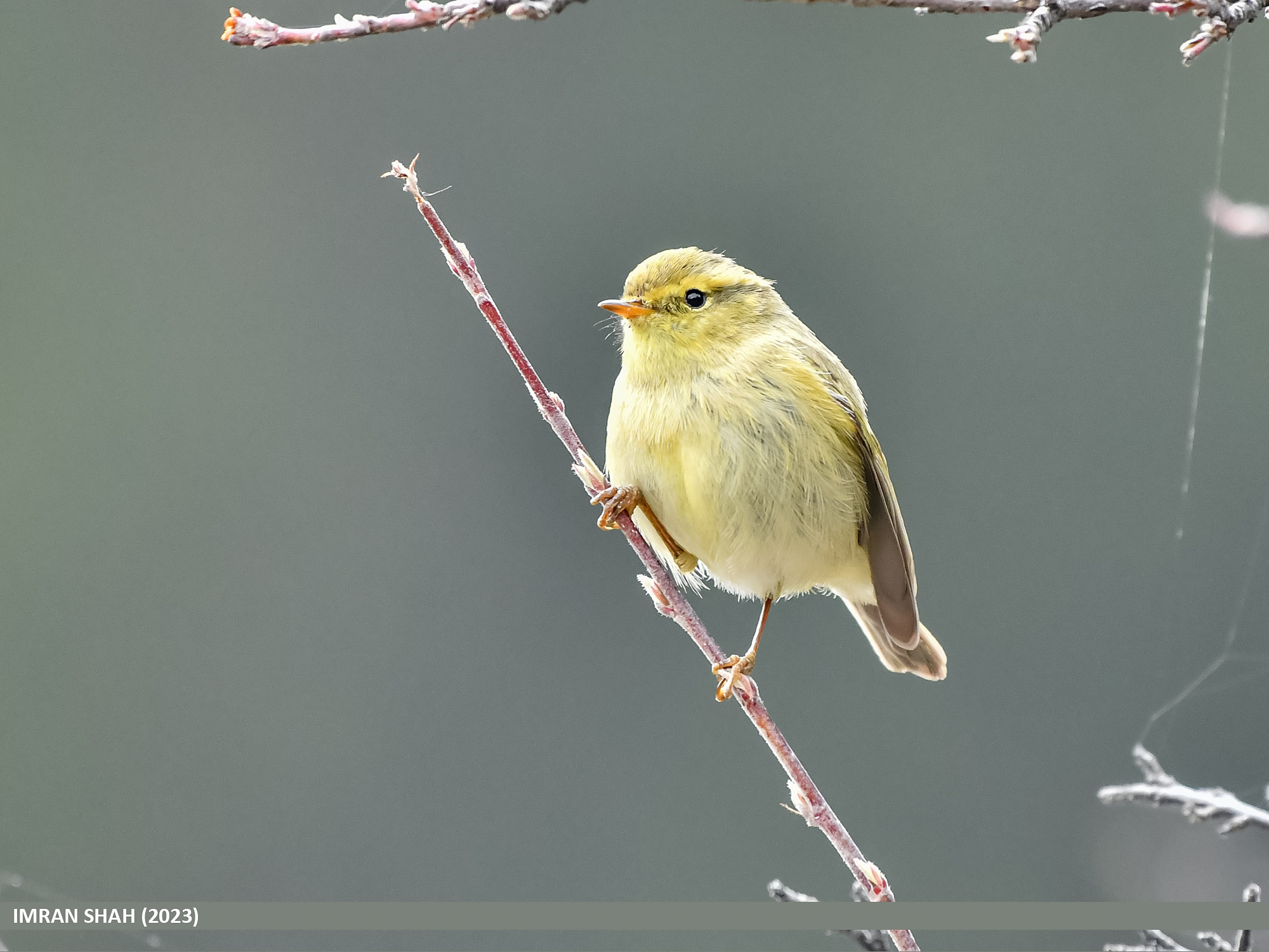

## Läte
Sången består av en lång serie fraser, i engelsk litteratur återgivna som "chif-chif-chif... chu-chu-chu-tsi-tsi-tsi-ti-tschurrrrr... chitu-chitu-chit chu chu tsit-tsit-tsit tr-r-r-r-r-r-r". Lätet är ett ljudligt "chwee", "chwey" eller "psee".

## Utbredning och systematik
Fågeln häckar i nordöstra Afghanistan samt norra och nordvästra Pakistan. Vintertid flyttar den till nordcentrala Pakistan och nordvästra Indien (Punjab österut till västra Uttar Pradesh). Den behandlas som monotypisk, det vill säga att den inte delas in i några underarter.

### Släktestillhörighet
Arten placeras vanligen i släktet Phylloscopus, men vissa auktoriteter bryter ut afghansångare med släktingar, bland annat tajgasångare och kungsfågelsångare, till ett eget släkte, Abrornis.

### Familjetillhörighet
Lövsångarna behandlades tidigare som en del av den stora familjen sångare (Sylviidae). Genetiska studier har dock visat att sångarna inte är varandras närmaste släktingar. Istället är de en del av en klad som även omfattar timalior, lärkor, bulbyler, stjärtmesar och svalor. Idag delas därför Sylviidae upp i ett antal familjer, däribland Phylloscopidae. Lövsångarnas närmaste släktingar är familjerna cettior (Cettiidae), stjärtmesar (Aegithalidae) samt den nyligen urskilda afrikanska familjen hylior (Hyliidae).

## Levnadssätt
Afghansångaren häckar i bergsbelägen barrskog på mellan 2100 och 2700 meters höjd. Den födosöker ensam eller i par, utanför häckningstid även i artblandade flockar. Födan består huvudsakligen av små insekter och larver. Häckningsbiologin är dåligt känd, men säsongen är maj till juli. Arten är en höjdleds- och kortflyttare som söker sig till lägre nivåer från mitten av september.

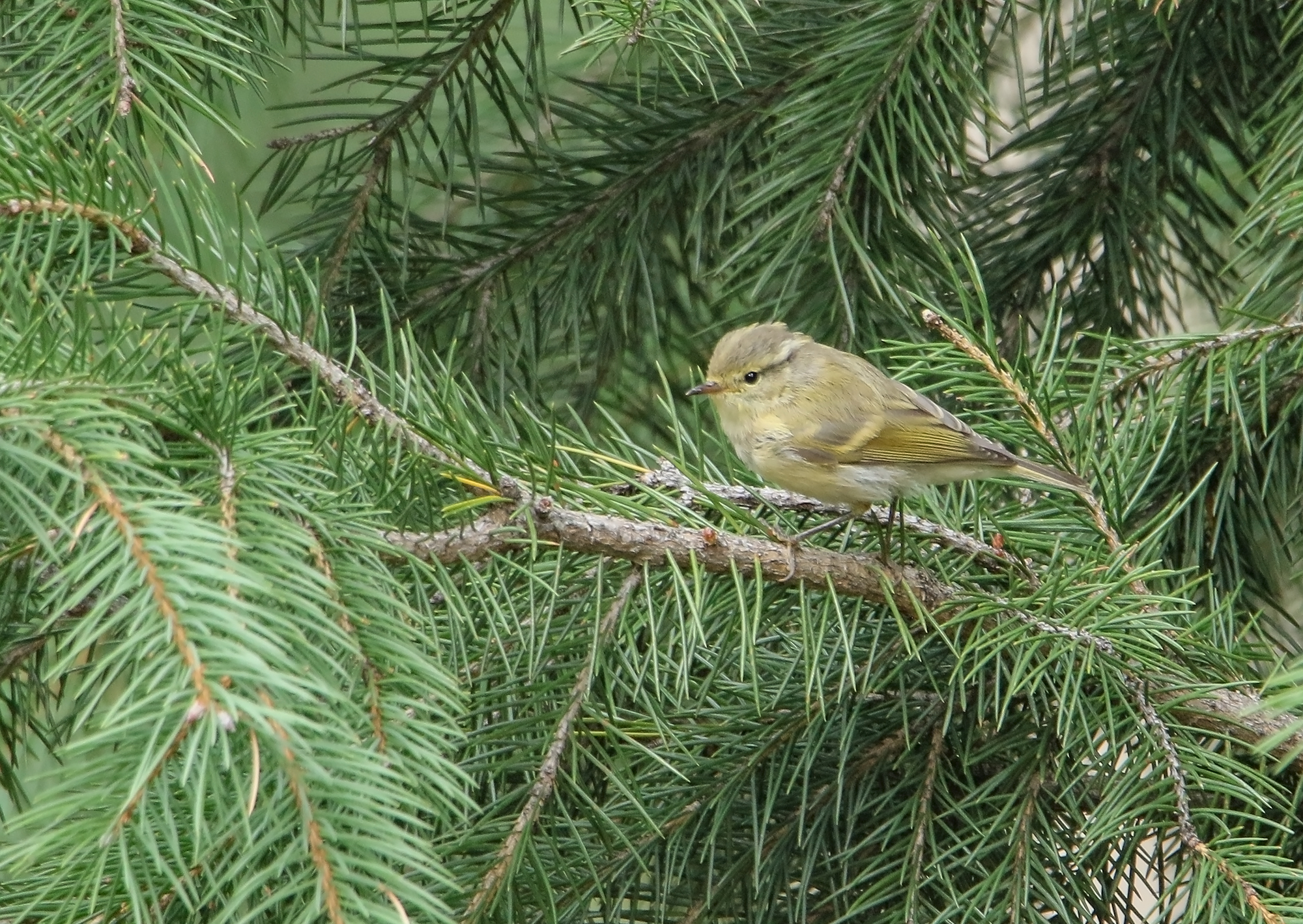
Afghansångare är en barrskogslevande fågel.

## Status och hot
Arten har ett stort utbredningsområde, men tros minska i antal, dock inte tillräckligt kraftigt för att den ska betraktas som hotad. Internationella naturvårdsunionen IUCN listar arten som livskraftig (LC). Världspopulationen har inte uppskattats men den beskrivs som lokalt vanlig.